# تامارا زاموتایلووا
تامارا زاموتایلووا (به انگلیسی: Tamara Zamotaylova) ژیمناست زادهٔ ۱۱ مهٔ ۱۹۳۹ میلادی اهل کشور شوروی است.